# Zasilanie broni
Zasilanie broni – proces transportu naboi z zasobnika (magazynka, taśmy nabojowej) do komory nabojowej. Składa się z trzech etapów:
- donoszenia czyli transportu naboju z zasobnika do donośnika czyli przestrzeni wewnątrz komory zamkowej w której nabój znajduje się przed podawaniem. Przy zasilaniu magazynkowym donoszenie odbywa się dzięki wykorzystaniu energii sprężyny magazynka, przy zasilaniu taśmowym dzięki energii automatyki broni.
- podawania czyli transportu naboju przez podajnik z donośnika na drogę dosyłacza.
- dosyłania czyli transportu naboju przez dosyłacz do komory nabojowej (rolę dosyłacza spełnia najczęściej zamek).

W wielu typach broni podawanie i dosyłanie stanowią jedną operację.
W zależności od rodzaju zasobnika nabojów rozróżniamy zasilanie:
- magazynkowe (z magazynków)
- taśmowe (z taśmy amunicyjnej)

Magazynkowe jest prostsze konstrukcyjnie, a taśmowe umożliwia uzyskanie większej szybkostrzelności praktycznej.
W zależności od konstrukcji nabojów wyróżnia się:
- zasilanie broni zespolone (naboje scalone)
- zasilanie broni rozdzielne (naboje składane)

W przypadku zasilania rozdzielnego, które jest stosowane w  broni artyleryjskiej większych kalibrów operacja polega na donoszeniu, podawaniu i dosyłaniu jako pierwszego pocisku, a w drugiej kolejności łuski z materiałem miotającym.